# Tony Zale

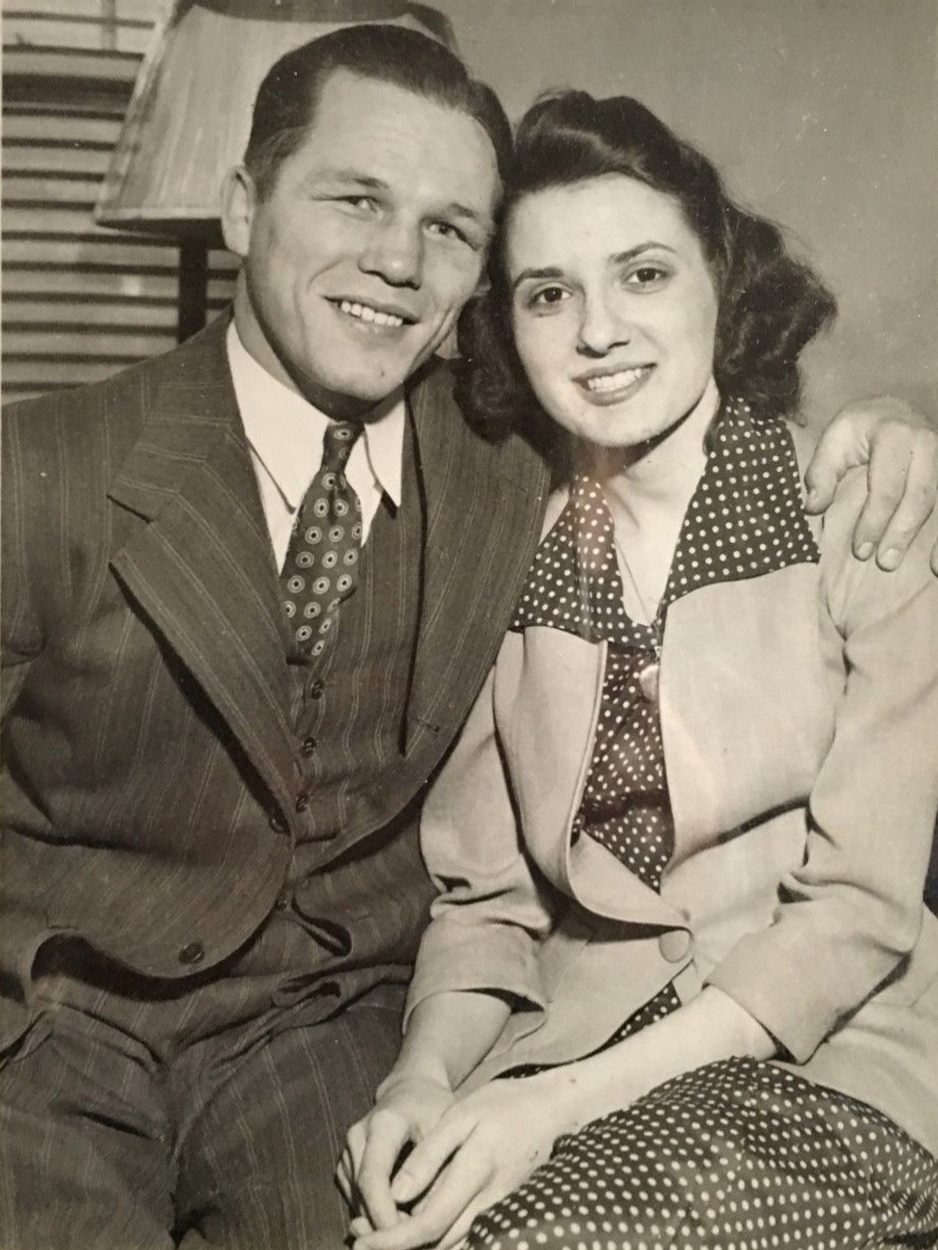
Zale junto a su primera esposa, 1942.

Anthony Florian Zaleski (Gary, 29 de mayo de 1913-Portage, 20 de marzo de 1997) conocido mundialmente como Tony Zale, fue un boxeador estadounidense que se consagró dos veces campeón del Mundo de los pesos medianos.
Protagonizó una trilogía con Rocky Graziano, quien lo definió como «un boxeador fantástico» y apodó el Hombre de acero, de las más destacadas de la historia. Zale fue elegido Mejor Boxeador del Mundo en 1946 y es miembro del Salón Internacional de la Fama del Boxeo desde 1991.

## Biografía
Provino de una familia pobre católica donde su madre lo crio sola, junto a sus seis hermanos ya que perdió a su padre cuando tenía 2 años, quien murió en un accidente de tráfico. Se inició en el boxeo por voluntad de su madre, ella quería que pierda su timidez excesiva.
Se casó dos veces y tuvo dos hijas de su primer matrimonio, fue definido como un hombre sencillo y muy reservado. En 1942 se unió a la Armada de los Estados Unidos con quienes sirvió en la Segunda Guerra Mundial.
Luego de su retiro vivió del fruto de sus ganancias, alejado de la vida pública y entrenando gratuitamente a niños humildes, su alumno más destacado fue Emmanuel Agassi. En 1956 se interpretó a sí mismo en la película Somebody Up There Likes Mes) Marcado por el odio, pero su papel fue rechazado porque golpeó muy fuerte a Paul Newman.
En sus últimos años enviudó y vivió al cuidado de sus hijas, pero enfermó de Alzheimer y luego de Parkinson que derivaron en una demencia pugilística. Tuvo que mudarse a un hogar de ancianos, donde falleció en 1997.

## Carrera
Se inició como profesional a la edad de 20 años, en 1934 y a la par trabajaba como soldador, hasta que abandonó su empleo en 1937.

Cuando él te golpeaba [Zale], parecía que te habían quemado con un atizador y lo dejaron ahí.
Billy Soose.

### Hostak vs. Zale II
El 19 de julio de 1940 en el Providence Park, enfrentó a Al Hostak por el título de la Asociación Mundial de Boxeo. En enero de ese año habían peleado sin Hostak exponiendo el título y Zale había ganado por decisión unánime, luego de ser derribado en el primer asalto.
Zale inició perdiendo y casi fue abatido en el 5.° round, pero con un ataque de ganchos izquierdos retomó el control, para tumbar a Hostak en el duodécimo asalto y nuevamente en el decimotercero. El árbitro paró el combate y Zale se convirtió en campeón del Mundo.

### Zale vs. Cerdan
El 21 de septiembre de 1948 en el Roosevelt Stadium y con la presencia de Édith Piaf, combatió a Marcel Cerdan en defensa de su título. Dicha pelea fue nombrada el Combate del año por The Ring.
Zale dominó la pelea hasta el asalto 4, luego su retador tomó el liderazgo y en el round 11 con un gancho derecho lo tiró a la lona. Zale no volvió a luchar, Cerdan ganó el combate por nocaut técnico y se consagró nuevo campeón del mundo.